# رسالة عزيزي الرئيس
خطاب عزيزي الرئيس هي رسالة يزعم أنها صادرة عن السفاح الفيكتوري السيء السمعة والمعروف باسم جاك السفاح وتم العثور عليها في 27 سبتمبر 1888 بواسطة وكالة الأنباء المركزية في لندن وأحيلت إلى شرطة سكوتلاند يارد في 29 سبتمبر ايلول.

## محتوى الخطاب
الخطاب مكتوب بالحبر الأحمر مثل معظم الرسائل المزعومة من السفاح جاك، ويحتوي على الإملائية وعلامات الترقيم خاطئة ويقول الخطاب:

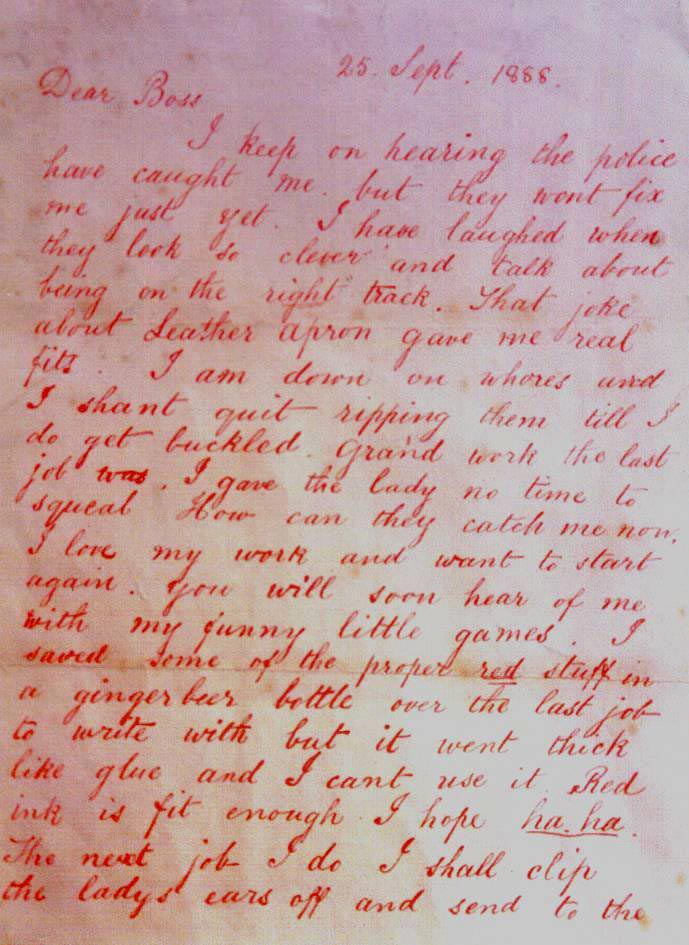
الصفحة الأولى من الخطاب

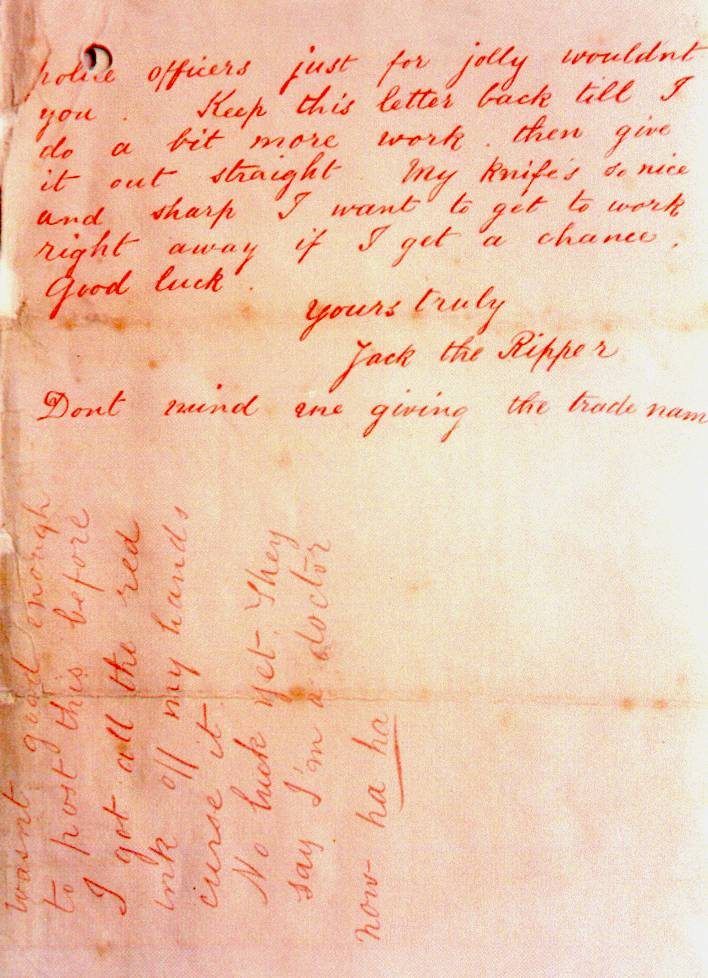
الصفحة الثاني من الخطاب

## روابط خارجية
- كتيب: جاك السفاح